# Semnocera
Semnocera is een geslacht van vlinders uit de familie mineermotten (Gracillariidae).
Het geslacht omvat één soort:
Semnocera procellaris (Meyrick, 1914)